# Мия Мартина
Мия Мартина (на английски: Mia Martina) е канадска певица.

## Биография
Мартина е израснала в Сен Иняс, Ню Брънзуик, Канада. Майка ѝ Стефана Джонсън е от инуитски произход, а нейният баща е френски канадец. Тя говори свободно френски и английски език. На 18-годишна възраст се премества в Отава, Онтарио да следва в университета Карлтън. Докато е в университета, тя вижда реклама за позиция на стажант в местната звукозаписна компания, CP Records. След години на усилена работа Мартина преминава от представяне на CD-та и офисна работа към участие в записи на други артисти в компанията.

## Музикална кариера
Първият сингъл на Мартина е кавър версията песента на Едуард Мая и Вика Жигулина Stereo Love. Тя достига до номер 10 в Billboard Hot 100 на Канада през ноември 2010 година. Stereo Love достига платинени продажби и печели номинация за денс сингъл на годината, на наградите Juno през 2011 г. В края на 2010 г. Дон Омар сътрудничи с Мартина да пусне ремикс версия на Stereo Love. През август 2011 г. следва сингълът Latin Moon, който достига златни продажби и е преиздаден също така на френски и на испански език. Песента е преиздадена за пореден, четвърти път, този път с участието на Масари. Първоначалната версия е номиниран през 2012 г. за музикалните награди на Канадското радио.
Дебютният албум на Мартина Джонсън се нарича Devotion и е издаден на 29 август 2011 г., достигайки 77-а позиция в класацията за канадски албуми. През 2012 г. албумът е номиниран за денс запис на годината на наградите Juno, както и за уърлд запис на годината на наградите East Coast Music Awards. Още два сингъла от Devotion, Burning и Go Crazy (продуциран от Адриан Сина от група Акчент).